# Gare de Castelnaud-Fayrac
Ne pas confondre avec la gare de Castelnau-d'Estrétefonds.
La gare de Castelnaud-Fayrac est une gare ferroviaire française de la ligne de Siorac-en-Périgord à Cazoulès, située sur le territoire de la commune de Castelnaud-la-Chapelle, dans le département de la Dordogne en région Nouvelle-Aquitaine.
Elle est mise en service en 1882 par la compagnie du chemin de fer de Paris à Orléans (PO) et fermée au XXe siècle par la Société nationale des chemins de fer français (SNCF).

## Situation ferroviaire
Établie à 71 mètres d'altitude, la gare de Castelnaud-Fayrac est située au point kilométrique (PK) 580,382 de la ligne de Niversac à Agen, entre les gares de Saint-Cyprien (s'intercalait la halte de Saint-Vincent - Bézénac) et de Vézac - Beynac (fermée).

## Histoire
La station de Castelnaud est mise en service le 2 juillet 1882, sur le territoire de la commune de Castelnaud-Fayrac, par la compagnie du chemin de fer de Paris à Orléans (PO) lorsqu'elle ouvre à l'exploitation la section de Siorac à Sarlat de sa « ligne de Saint-Denis au Buisson avec embranchement sur Gourdon ». Pour sa première année d'exploitation (six mois), la recette de la gare de « Castelnaud » est de 5 401 francs.
Elle est fermée en 1980.
Le chef de gare de Castelnaud-Fayrac qui faisait partie de la Résistance est arrêté par les soldats allemands et abattu le 7 juillet 1944, lors de sa tentative d'évasion. Devant l'ancien bâtiment voyageurs, en bord de route, une stèle a été érigée à sa mémoire.
En juin 2024, une convention est signée entre SNCF Gares et connexions, la région Nouvelle-Aquitaine, le département de la Dordogne et les présidents des communautés de communes du Périgord Noir en vue de la réouverture de la gare, dans le but de faire partie du projet de « boucle multimodale de la vallée de la Dordogne ».

## Service des voyageurs
Gare fermée.

## Patrimoine ferroviaire

### Bâtiment voyageurs
L'ancien bâtiment voyageurs d'origine, désaffecté du service ferroviaire, est fermé et semble inutilisé. C'est un bâtiment type à quatre ouvertures, avec un étage sous une toiture à deux pans.

### Halle à marchandises
L'ancienne halle à marchandises est désaffectée du service ferroviaire.

## Photothèque

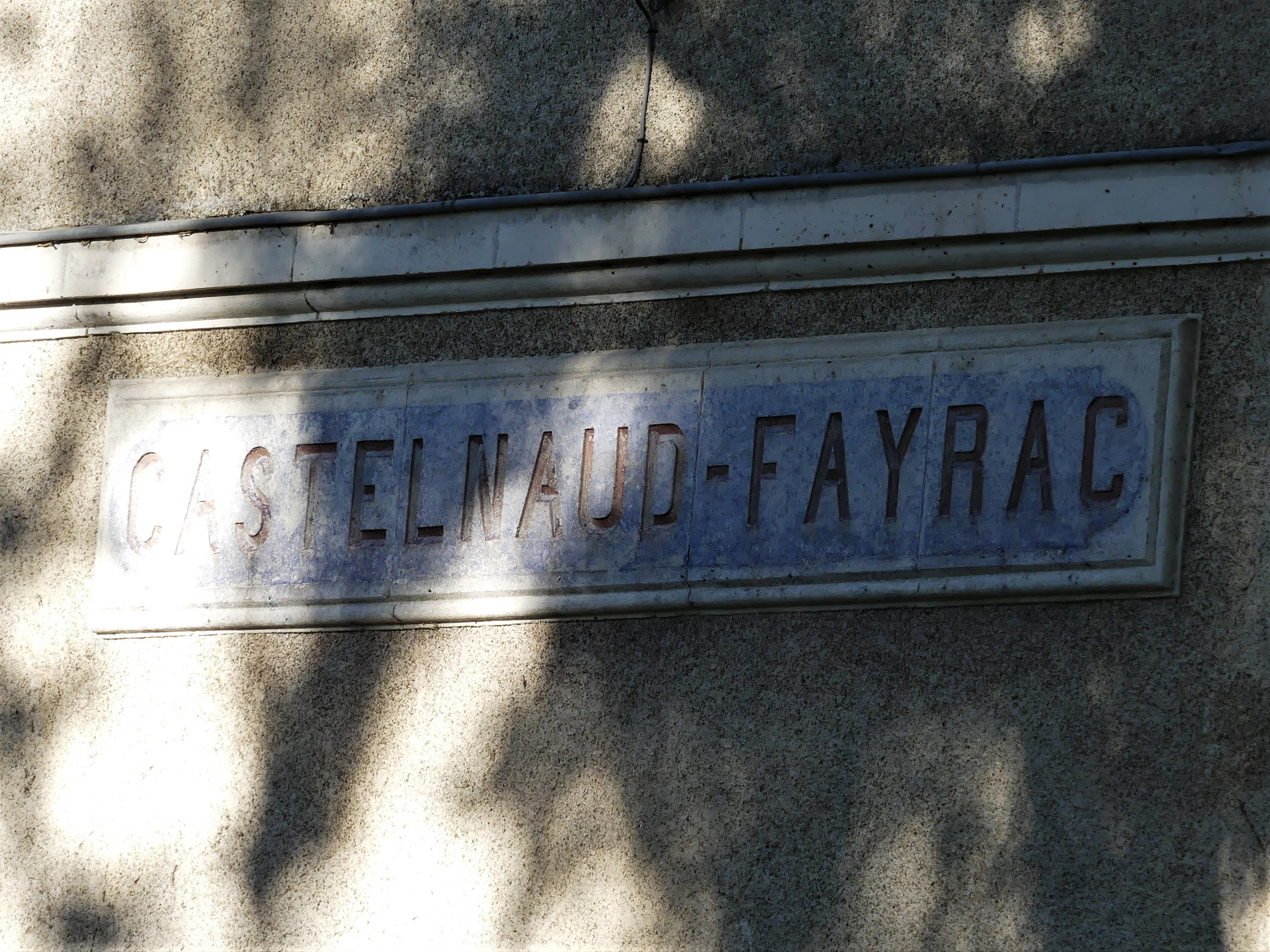
Le bandeau de la gare.
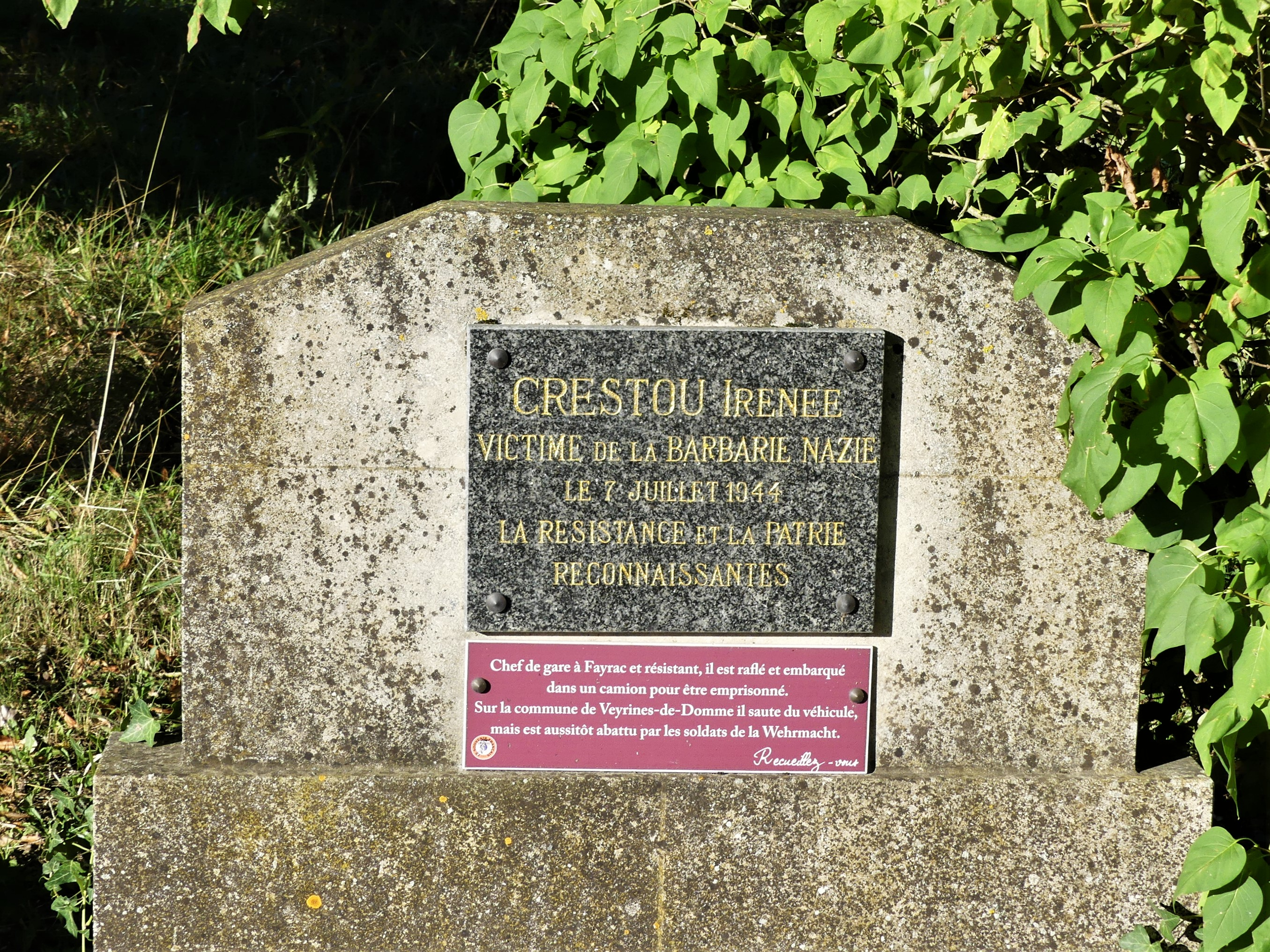
Stèle à la mémoire de l'ancien chef de gare, abattu par les Allemands en 1944.